# Ekön (naturreservat)
Ekön är ett naturreservat i Valdemarsviks kommun i Östergötlands län.
Området är naturskyddat sedan 1977 och är 70 hektar stort. Reservatet omfattar en halvö vid kusten. Reservatet består av klipphällar, hagmarker, lövskog och på höjder hällmarker med gles tallskog.